# Gil (ur. 1950)
Gil, właśc. Gilberto Alves (ur. 24 grudnia 1950 w Nova Lima) – brazylijski piłkarz, uczestnik mistrzostw świata w Piłce Nożnej 1978 (III miejsce).